# Pseudocalolampra inexpectata
Pseudocalolampra inexpectata är en kackerlacksart som beskrevs av Roth, L. M. och Karlis Princis 1971. Pseudocalolampra inexpectata ingår i släktet Pseudocalolampra och familjen jättekackerlackor.
Artens utbredningsområde är Kenya. Inga underarter finns listade i Catalogue of Life.